# Escuela de Música St Mary
La Escuela de Música St Mary (en inglés: St Mary's Music School) es una escuela de música en la ciudad de Edimburgo, en Escocia, al norte del Reino Unido, para niños y niñas de 9 a 19 años y es también el coro de la Catedral episcopal de Santa María. La escuela ofrece educación para los niños con un talento especial en la música, y es la única escuela de música especializada a tiempo completo de Escocia. Hasta 76 alumnos de tiempo completo, provienen de diferentes orígenes y de todas partes del territorio escoés, así como del resto del Reino Unido y  del extranjero. Hasta 33 son pensionistas y 22 miembros del coro son alumnos diarios.